# Сурин, Мартын Акимович
Мартын (Мартин) Акимович Су́рин (белор. Мартын Акімавіч Сурын; 4 мая [17 мая] 1908 год, деревня Рудное, ныне Чашникский район, Витебская область — 24 апреля 1963) — красноармеец, участник Великой Отечественной войны, Герой Советского Союза (1945).

## Биография
Сурин, белорус по национальности, родился в крестьянской семье. После окончания четырёх классов устроился работать в колхоз.
В ряды Советской Армии вступил в июле 1944 года. Тогда же оказался на фронте. Будучи рядовым, Сурин состоял стрелком 631-го стрелкового полка 159-й стрелковой дивизии 5-й армии 3-го Белорусского фронта. 15 июля 1944 года в районе местечка Пуня Алитусского района Литовской ССР он одним из первых смог осуществить переправу на другой берег Немана и при помощи огня из пулемёта способствовал форсированию реки остальной ротой. 16—17 августа Сурин стал одним из участников отражения контратак врага в районе деревни Рудзе Шакяйского района Литовской ССР, форсирования реки Шешупе и укрепления на её левом берегу. Так, в первый день в районе Рудзе началось контрнаступление танков и пехоты противника, и Сурин лично смог уничтожить 12 фашистов и подорвать противотанковыми гранатами 2 танка. 17 августа, после того как принял на себя командование взводом и совершил переправу, гранатами уничтожил пулемёт противника, способствовав форсированию реки всем остальным взводом. За Суриным числится также спасение знамени части в одном из боёв.
24 марта 1945 года ему было присвоено звание Героя Советского Союза.
После демобилизации в 1945 году жил в селе Ковпыница Крупского района Минской области и работал в колхозе «Коммунар».

## Награды
- Герой Советского Союза[2][1][5]
- орден Ленина[2]
- орден Красной Звезды[2]
- медали[2]

## Память
- Именем Сурина названа средняя школа в деревне Латыголичи[2][3][4]. На той же школе установлена мемориальная доска в честь него[5].
- В советское время его имя носил пионерский отряд Начской средней школы. В музее этого учебного заведения был собран материал о герое и его подвиге[5].
- В агрогородке Нача в честь Сурина названа улица[5].
- В 1963 году на могиле был установлен обелиск (по другим данным, стела) с бронзовым барельефом героя на ней[4][5].